# Jonathan Rodríguez Menéndez
Jonathan Rodríguez Menéndez, meglio noto come Jony (Cangas del Narcea, 9 luglio 1991), è un calciatore spagnolo, centrocampista o attaccante svincolato.

## Caratteristiche tecniche
Mancino, gioca prevalentemente sulla fascia sinistra, da centrocampista esterno o ala.

## Carriera
Dopo aver militato per anni nelle serie minori, nel 2013 è passato allo Sporting Gijón, con cui ha esordito prima nella seconda divisione spagnola e poi, nel 2015, in Liga BBVA. Nella sua prima stagione in massima serie ha messo a segno 5 reti in 36 partite. Il 23 giugno 2016 è stato acquistato dal Malaga, con cui ha firmato un contratto quadriennale.
L'11 luglio 2019 viene acquistato dalla Lazio per 2 milioni di euro. Il trasferimento viene reso ufficiale il 28 agosto 2019 a seguito dell'assenso della FIFA. Il 1º settembre fa il suo esordio ufficiale con i biancocelesti nel derby con la Roma per la seconda giornata di campionato, entrando al posto di Senad Lulić.
A seguito di una stagione in cui ha faticato a imporsi come esterno nel 3-5-2 di Simone Inzaghi, il 20 settembre 2020 si accorda con l'Osasuna, club a cui due giorni dopo viene ceduto in prestito.
A fine prestito fa ritorno alla Lazio, in cui non trova mai spazio prima di fare ritorno (con la formula del prestito) allo Sporting Gijón il 30 gennaio 2022. Il 28 luglio 2022, il prestito viene rinnovato per un'altra stagione.

## Statistiche

### Presenze e reti nei club
Statistiche aggiornate al 29 gennaio 2023.
| Stagione              | Squadra               | Campionato            | Campionato | Campionato | Coppe nazionali | Coppe nazionali | Coppe nazionali | Coppe continentali | Coppe continentali | Coppe continentali | Altre coppe | Altre coppe | Altre coppe | Totale | Totale |
| Stagione              | Squadra               | Comp                  | Pres       | Reti       | Comp            | Pres            | Reti            | Comp               | Pres               | Reti               | Comp        | Pres        | Reti        | Pres   | Reti   |
| --------------------- | --------------------- | --------------------- | ---------- | ---------- | --------------- | --------------- | --------------- | ------------------ | ------------------ | ------------------ | ----------- | ----------- | ----------- | ------ | ------ |
| 2010-2011             | Real Oviedo           | SDB                   | 1          | 0          | CR              | 0               | 0               | -                  | -                  | -                  | -           | -           | -           | 1      | 0      |
| 2011-2012             | Marino de Luanco      | SDB                   | 32         | 5          | CR              | 0               | 0               | -                  | -                  | -                  | -           | -           | -           | 32     | 5      |
| 2012-gen. 2013        | Getafe B              | SDB                   | 8          | 1          | -               | -               | -               | -                  | -                  | -                  | -           | -           | -           | 8      | 1      |
| feb.-giu. 2013        | Real Avilés           | SDB                   | 13         | 0          | -               | -               | -               | -                  | -                  | -                  | -           | -           | -           | 13     | 0      |
| 2013-2014             | Sporting Gijón B      | SDB                   | 31         | 8          | -               | -               | -               | -                  | -                  | -                  | -           | -           | -           | 31     | 8      |
| 2013-2014             | Sporting Gijón        | SD                    | 5+2        | 2          | CR              | 0               | 0               | -                  | -                  | -                  | -           | -           | -           | 7      | 2      |
| 2014-2015             | Sporting Gijón        | SD                    | 41         | 7          | CR              | 1               | 1               | -                  | -                  | -                  | -           | -           | -           | 42     | 8      |
| 2015-2016             | Sporting Gijón        | PD                    | 36         | 5          | CR              | 0               | 0               | -                  | -                  | -                  | -           | -           | -           | 36     | 5      |
| 2016-2017             | Malaga                | PD                    | 24         | 2          | CR              | 2               | 0               | -                  | -                  | -                  | -           | -           | -           | 26     | 2      |
| ago.-dic. 2017        | Malaga                | PD                    | 5          | 0          | CI              | 2               | 0               | -                  | -                  | -                  | -           | -           | -           | 7      | 0      |
| Totale Málaga         | Totale Málaga         | Totale Málaga         | 29         | 2          |                 | 4               | 0               |                    | -                  | -                  |             | -           | -           | 33     | 2      |
| gen.-giu. 2018        | Sporting Gijón        | SD                    | 21+2       | 5+1        | CR              | -               | -               | -                  | -                  | -                  | -           | -           | -           | 23     | 6      |
| 2018-2019             | Alavés                | PD                    | 36         | 4          | CR              | 1               | 0               | -                  | -                  | -                  | -           | -           | -           | 37     | 4      |
| 2019-2020             | Lazio                 | A                     | 24         | 0          | CI              | 2               | 0               | UEL                | 6                  | 0                  | SI          | 0           | 0           | 32     | 0      |
| 2020-2021             | Osasuna               | PD                    | 22         | 0          | CR              | 2               | 0               |                    | -                  | -                  |             | -           | -           | 24     | 0      |
| 2021-gen. 2022        | Lazio                 | A                     | 0          | 0          | CI              | 0               | 0               | UEL                | -                  | -                  | -           | -           | -           | 0      | 0      |
| Totale Lazio          | Totale Lazio          | Totale Lazio          | 24         | 0          |                 | 2               | 0               |                    | 6                  | 0                  |             | 0           | 0           | 32     | 0      |
| gen.-giu. 2022        | Sporting Gijón        | SD                    | 6          | 0          | CR              | -               | -               | -                  | -                  | -                  | -           | -           | -           | 6      | 0      |
| 2022-2023             | Sporting Gijón        | SD                    | 13         | 1          | CR              | 1               | 0               | -                  | -                  | -                  | -           | -           | -           | 14     | 1      |
| Totale Sporting Gijón | Totale Sporting Gijón | Totale Sporting Gijón | 122+4      | 19+1       |                 | 2               | 1               |                    | -                  | -                  |             | -           | -           | 127    | 21     |
| Totale carriera       | Totale carriera       | Totale carriera       | 322        | 40         |                 | 11              | 1               |                    | 6                  | 0                  |             | 0           | 0           | 339    | 41     |

## Palmarès

### Club

#### Competizioni nazionali
- Supercoppa italiana: 1

Lazio: 2019